# Multidimensionale Chromatographie
Die multidimensionale Chromatographie ist eine effiziente Trennmethode für komplexe organische Stoffgemische. Bei der eindimensionalen Chromatographie kann es vorkommen, dass von den zu trennenden Substanzen zwei oder mehrere verschiedene gleich schnell vorankommen und somit an derselben Stelle landen. Zu ihrer weiteren Auftrennung hilft z. B. bei der zweidimensionalen Dünnschichtchromatographie, wenn in einem zweiten Arbeitsgang die stationäre Phase um 90° gedreht und eine andere mobile Phase zur erneuten Chromatographie angewendet wird; so lassen sich diese Substanzen ebenfalls voneinander trennen.

## Nomenklatur
Die Nomenklatur zur multidimensionalen Chromatographie wurde während des ersten International Symposium on Comprehensive Multidimensional Gas Chromatography, 6.–7. März 2003 in Volendam vereinbart, ebenso die Definition und der Gebrauch der Wörter „comprehensive“(umfassend) und „orthogonal“ sowie das Multiplexzeichen „x“ zur Kurzbezeichnung für die umfassende zweidimensionale Chromatographie.

### Comprehensive
Eine zweidimensionale chromatographische Trennung wird als „umfassend“ bezeichnet, wenn
1. jeder Probenbestandteil zwei unterschiedlichen Trennungen unterworfen wird:
2. gleiche prozentuale Anteile (entweder 100 % oder weniger) von allen Probenbestandteilen beide Trennsäulen passieren und den Detektor erreichen;
3. die in der ersten Dimension erreichte Auflösung im Wesentlichen beibehalten wird.

Das dritte Kriterium kann nie vollständig erreicht werden. Dennoch kann der unweigerliche Verlust an Auflösung durch z. B. eine Reduktion der Peak-Verbreiterung minimiert werden.

### Das Multiplexzeichen „x“
| Abkürzung                               | Bedeutung |
| --------------------------------------- | --- |
| GCxGC GCxGC-FID GCxGC-MS GCxGC-TOF-MS   | Zweidimensionale Gaschromatographie (2D-GC) 2D-GC mit Flammenionisationsdetektor 2D-GC mit gekoppelten Massenspektrometer 2D-GC mit gekoppelten Flugzeit-Massenspektrometer                       |
| LCxLC LCxLC-MS LCxLC-TOF-MS LCxLC-MS/MS | Zweidimensionale Flüssigchromatographie (HPLC) (2D-LC) 2D-LC mit gekoppelten Massenspektrometer 2D-LC mit gekoppelten Flugzeit-Massenspektrometer 2D-LC mit gekoppelten Tandem-Massenspektrometer |
| LCxSEC                                  | 2D-(Flüssig x Größenausschluss)-Chromatographie |
| LCxGC                                   | 2D-(Flüssig x Gas)-Chromatographie |
| LCxGC-MS                                | 2D-(Flüssig x Gas)-Chromatographie mit gekoppeltem Massenspektrometer |
| SFCxGC                                  | 2D-(Überkritische Fluid x Gas)-Chromatographie |
| GCxGCxGC                                | Dreidimensionale Gaschromatographie (3D-GC) |
| LC-GCxGC                                | On-line LC - 2D-GC |
| SFC-GCxGC                               | On-line Überkritische Fluidchromatographie - 2D-GC |

## Orthogonalität
In der Literatur wird die Bezeichnung „orthogonal“ – bezogen auf die zweidimensionale Trennung – sehr inkonsequent verwendet.
Das Wort orthogonal ist in der Mathematik (senkrechtes) und Statistik (unabhängiges) klar definiert. In der Chromatographie wurde es verwendet, um unterschiedliche Trennungstechniken oder Mechanismen aufzuzeigen. Somit war es notwendig, eine Definition für die Analytische Chemie zu formulieren:

Trennende Dimensionen sind orthogonal, wenn die jeweiligen Elutionzeiten beider Dimensionen als statistisch unabhängig angesehen werden können.